# 西塚肇
西塚 肇（にしづか はじめ、1958年1月8日-）は、日本の俳優。オフィスC&P所属、堀越学園卒業、剣道2段。1970年代後半から1980年代前半にかけて活動した。

## 出演作品

### 映画
- 北村透谷 わが冬の歌（1977年） - 島崎藤村[2]
- サード (映画)（1978年） - 短歌[3]
- もっとしなやかに もっとしたたかに（1979年） - アポロ帽の男[4]
- 十九歳の地図（1979年） - 斎藤[5]
- ヒポクラテスたち（1980年） - 王龍明[6]
- 風の歌を聴け (映画)（1981年） - 当り屋・柄の悪い男Ｂ[7]

### テレビドラマ
- 野菊の墓（1975年）[8]
- 娘たちの四季 愛は素直に（1975年）[9]
- 遠い接近（1975年）[10]
- 堂々たる打算（1976年） - 第4回[11]、第5回[12]
- 燃えよ!ダルマ大臣・高橋是清伝（1976年） - 鈴木静一[13]
- 快傑ズバット（1977年） - 第13回[14]
- 歪んだ星座 受験戦争連続殺人（1977年）[15]
- 同心暁蘭之介（1982年） - 第38回[16]